# 1635
Cette page concerne l'année 1635  du calendrier grégorien.
L'année 1635 est une année commune qui commence un lundi.

## Événements

### Asie
- 4 janvier : Thalun Min, roi de Birmanie, transfère la capitale de Pegu, envasée, à Ava (Mandalay)[1].
- 11 mars, Scutari : débuts d'une campagne victorieuse du sultan ottoman Murat IV en Arménie[2].

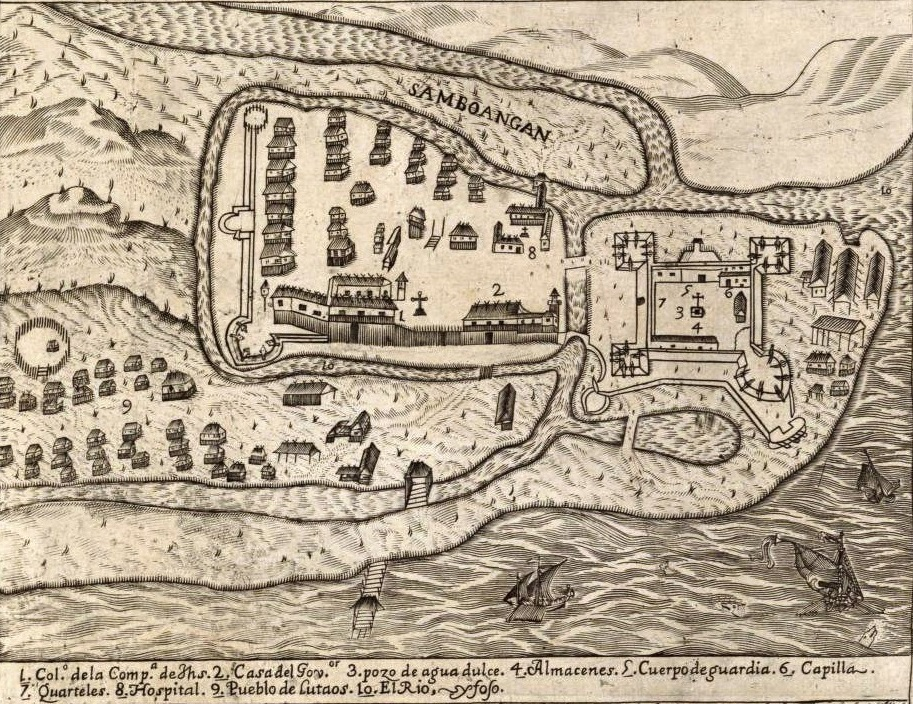
Zamboanga et Fort Pilar en 1734.

- 23 juin : le père jésuite Melchor de Vera et 1000 visayens commencent la construction de Fort Pilar à Zamboanga sur  l'île de Mindanao aux Philippines[3].
- 3 juillet : Murat IV entre à Erzurum après avoir fait sa jonction avec les troupes du grand vizir Tabaniyassi Mehmed Pacha[2].
- 28 juillet-8 août[4] : Murat IV assiège et prend Erevan aux Perses[2].
- 26 - 27 août : Murad IV  fait exécuter à Constantinople ses frères Bajazet et Orcan, rivaux potentiels[2].
- 29 août, Inde : début d'une campagne de l'empereur Moghol Shah Jahan contre les Bundelâ[5].
- 14 octobre : Shah Jahan s'empare de la forteresse d'Orchhâ. Le raja Bundelâ Jujhâr Singh se réfugie avec son fils chez les Gond qui les tuent[5].
- 12 septembre : Murat IV prend Tabriz, qu'il livre au pillage et fait incendier ; après l'échec de négociation de paix, l'armée du sultan se retire le 15 septembre, et Murat entre triomphalement à Constantinople le 26 décembre[2].
- 21 septembre : Shah Jahan quitte Agra pour mener les opérations dans le Deccan contre le raja marathe Shahaji (en). Il est à Burhanpur en janvier 1636[6].

- Japon : l'édit Sakoku défend à tous les Japonais de se rendre à l'étranger sous peine de mort et interdit strictement le catholicisme[7]. Établissement du système du sankin-kōtai (séjours régulier des daimyô à Edo)[8].
- Yémen : évacuation des dernières garnisons ottomanes ; unification du pays par Al-Mu'ayyad Muhammad de la dynastie des imams qasimides[9].
- la Compagnie néerlandaise des Indes orientales fonde un comptoir à Chinsurah au Bengale[10]..

### Amérique
- 12 février : fondation de la Compagnie des îles d'Amérique[11].
- 23 avril : création de la première école américaine, la Boston Public Latin School, suivie d'une université de théologie, embryon d'Harvard (1636)[12].
- 8 juin : les Hollandais prennent le Camp du Bon Jésus près de Recife (Brésil)[13].

- 25 juin : Charles Liènard de l'Olive et Jean du Plessis d'Ossonville débarquent à la Martinique avec 550 hommes ; ils trouvent l'île trop montagneuse et repartent pour la Guadeloupe[14].
- 28 juin : Charles Liènard de l'Olive et Jean du Plessis d'Ossonville prennent possession de la Guadeloupe pour la France[14].

- 2 juillet : reddition du fort de Nazareth, au cap de Saint-Augustin. La conquête des capitaineries du Pernambouc, d'Itamaracá, du Paraíba et du Rio Grande (pays d’élevage) par les Hollandais est achevée[15].
- 7 juillet : John Winthrop est nommé gouverneur de la colonie du Connecticut avec pour mission de construire un fort à l'embouchure du fleuve ; il est de retour à Boston le 6 octobre et envoie immédiatement une expédition qui atteint l’emplacement de Saybrook [16].
- 25 août : ouragan dans la baie de Narragansett[17].
- 15 septembre : Pierre Belain d'Esnambuc prend possession de la Martinique pour la France avec une centaine de colons recrutés à Saint-Christophe[14].
- 17 novembre : Pierre Belain d'Esnambuc prend possession de la Dominique pour la France[14].

- Des Normands sont établis à Cayenne[18].
- Les Jésuites fondent le collège de Québec et ouvrent une école primaire pour les jeunes garçons à la Haute-Ville de Québec[19].

### Europe
- 18 janvier : les Impériaux reprennent Wurtzbourg aux Suédois[20]
- 24 janvier : les Impériaux reprennent Philippsbourg, puis Spire et Landau (février)[20].
- 8 février-avril : traité de Paris. Ligue de la France et des Provinces-Unies contre l'Espagne prévoyant le partage des Pays-Bas espagnols[21].

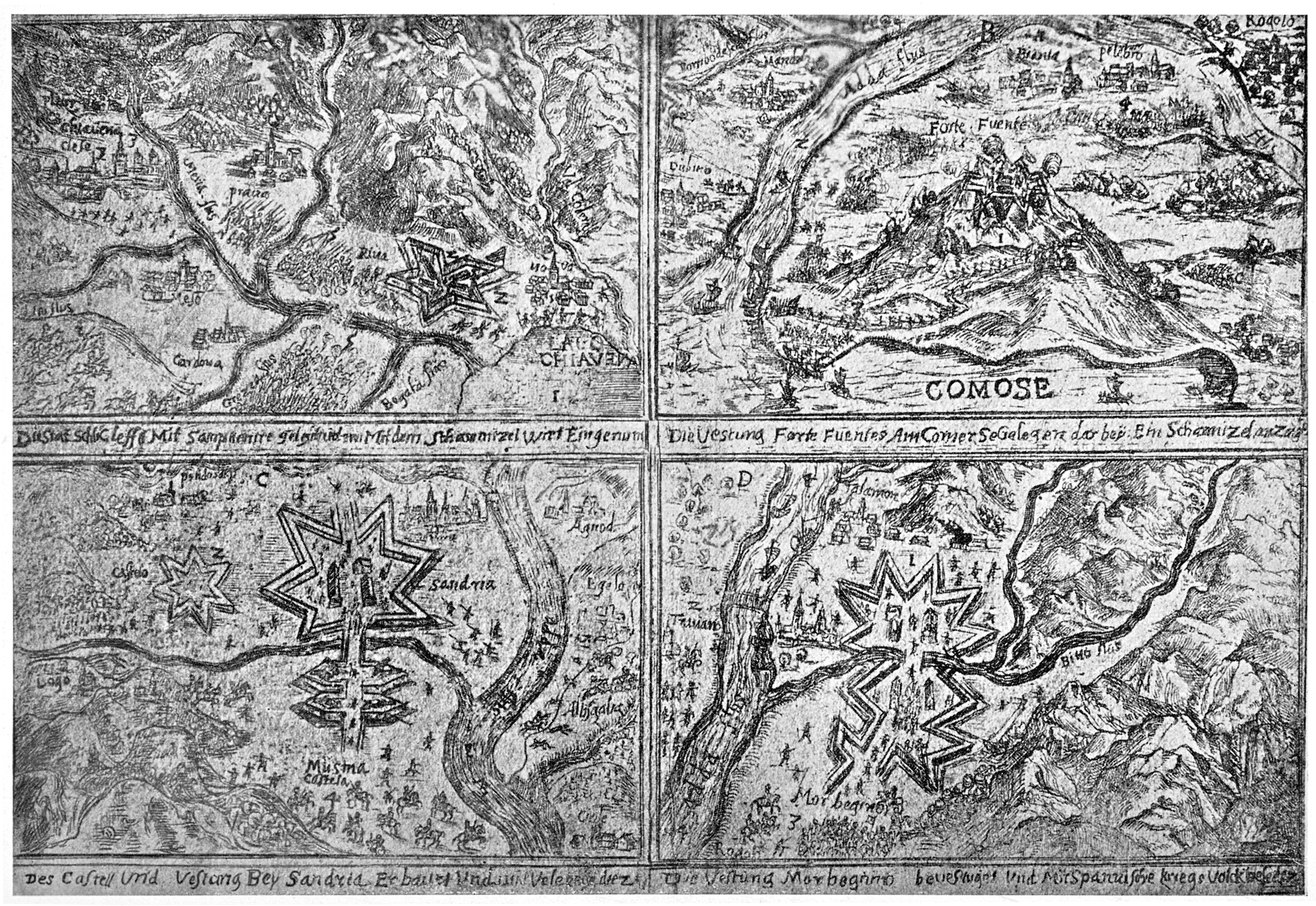
Mars : campagne du duc de Rohan en Valteline

- Mars : le duc de Rohan est envoyé en Valteline avec 12 000 hommes[21].
- 12 mars, Worms : Bernard de Saxe-Weimar est nommé généralissime de l'Union protestante[20].
- 22 mars : Bernard de Saxe-Weimar reprend Spire[20].
- 24 mars : les Impériaux reprennent Augsbourg[20].
- 26 mars : invasion de l’électorat de Trèves par les Espagnols. L’archevêque-électeur, Philippe Christophe de Sötern est fait prisonnier et transféré à Vienne[20].
- 30 mars : le duc de Lorraine passe le Rhin ; il est repoussé, repasse le Rhin le 24 mai puis rentre en Lorraine en juillet[20].

- 2 avril : traité de Worms entre Bernard de Saxe-Weimar et Feuquières. Oxenstierna quitte Worms pour la France[20].

- 12 avril : les Français du duc de Rohan arrivent à Coire où ils font la jonction avec les Grisons de Georg Jenatsch ; douze jours après ils sont en Valteline et affrontent les Autrichiens et les Espagnols[22].
- 28 avril : traité de Compiègne entre la France et la Suède[20].

- 12 mai : université jésuite de Trnava, en Slovaquie, fondée par Péter Pázmány[23].
- 19 mai : la France déclare la guerre à l'Espagne et prend part directement à la Guerre de Trente Ans[21].
- 20 mai : Succès français à Avein[20].
- 30 mai : 
  - Les troupes royales françaises, ayant battu le cardinal-infant aux Pays-Bas, font leur jonction avec l’armée hollandaise près de Maastricht[22]. Elles se feront rapatrier en septembre.
  - Traité de Prague entre l’empereur Ferdinand II et l’Électeur de Saxe, qui accepte de reconnaître la dignité électorale de la Bavière alors que l’empereur suspend l’application de l’Édit de Restitution. L’électeur de Saxe obtient définitivement la Lusace[20].

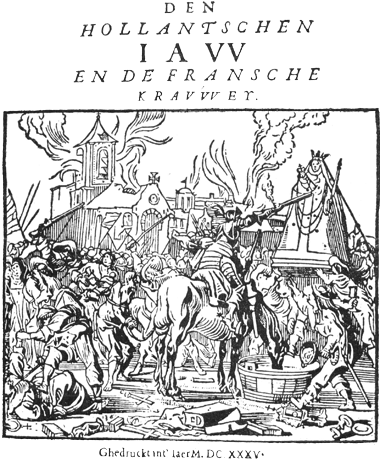
9 juin : sac de Tirlemont.

- 8-10 juin : sac de Tirlemont par les troupes du prince d'Orange[24].
- 24 juin : début du siège de Louvain par les Français et les Hollandais ; ils se retirent le 4 juillet à l'arrivée de Piccolomini[25].
- 26 juin : Bernard de Saxe-Weimar, menacé par Gallas sur le Rhin, se retire à Sarrebruck[20].
- 27 juin : le duc de Rohan repousse les impériaux de Fenarmont dans la vallée de Livigno[26].
- Juin : les Impériaux de Gallas prennent Heidelberg[20].

- 3 juillet : victoire de Rohan au pont de Mazzo[26].
- 11 juillet : traité de Rivoli entre la France, les ducs de Savoie, de Parme, de Modène et de Mantoue contre l’Espagne[27].
- 17 juillet : les Impériaux, qui ont passé le Rhin, prennent Kaiserslautern, puis assiègent Mayence[20].
- 25 juillet : La Valette, gouverneur de Metz, rejoint Bernard de Saxe-Weimar à Saint-Avold[20].
- 28 juillet : prise du fort de Schenkenschanz par les Espagnols ; la place est assiégée par Guillaume de Nassau qui la reprend après neuf mois[28].

- Juillet : les Polonais font construire par l’ingénieur français Guillaume Levasseur de Beauplan une forteresse, Kudak, en amont des rapides du Dniepr afin de surveiller les Zaporogues. les Cosaques révoltés d'Ivan Sulima prennent la place en août. Elle est reconstruite en 1639[29].
- 9 août : La Valette et Bernard de Saxe-Weimar lèvent le siège de Deux-Ponts et de Mayence et passent le Rhin (25-26 août)[20].

- 10 septembre : le maréchal de Créqui assiège Valenza dans le Piémont. Il est rejoint par le duc de Savoie le 18 octobre mais doit lever le siège le 28[22].
- 12 septembre :  trêve de Stumsdorf (Traité de Sztumska Wieś). Paix entre la Pologne et la Suède[20].
- 15 septembre : les Espagnols occupent les îles de Lérins[22].
- 15-16 septembre : La Valette et Bernard de Saxe-Weimar, faute de vivres, se retirent sur le Rhin, et poursuivit par Gallas, traversent la Sarre (26 septembre) jusqu'à Metz (28 septembre)[20].

- Automne : 
  - soulèvements à Arcozelo (pt) (Viseu) et à Viana do Castelo au Portugal contre le real d'agoa (contribution pour l'eau)[30].
  - famine en Allemagne[20].
- 2 octobre : Louis XIII prend Saint-Mihiel[20].
- 27 octobre : traité de Saint-Germain-en-Laye entre Louis XIII et Bernard de Saxe-Weimar[20]. Le Trésor français prend en charge le financement de l’armée de Saxe-Weimar.
- 31 octobre : victoire de Rohan au val de Fraele. les impériaux de Fenarmont sont chassés de Valteline[26].
- 10 novembre : victoire de Rohan à Morbegno sur l'armée espagnole du Milanais[26].
- 26 décembre : Gallas occupe Saverne puis prend ses quartiers d'hiver près de Metz[20].

- Épidémies de peste et de typhus en Allemagne (1635-1636)[31].
- Tulipomanie : la spéculation sur les bulbes de tulipe (1635-1637) ébranle le système financier hollandais[32].

## Naissances en 1635
- 8 janvier : Luis Manuel Fernández Portocarrero, cardinal espagnol, archevêque de Tolède (Espagne) († 14 septembre 1709).

- 16 avril : Frans van Mieris l'Ancien, peintre néerlandais († 12 mars 1681).

- 18 juillet : Robert Hooke, l'un des plus grands scientifiques expérimentaux du XVIIe siècle († 3 mars 1703).
- 20 juillet : Elias Veiel, théologien protestant allemand († 23 février 1706).

- 24 août : Peder Griffenfeld, homme politique danois († 12 mars 1699).

- 28 septembre : David Lloyd, biographe anglais (†  16 février 1692).

- 7 octobre : Roger de Piles,  peintre, graveur, critique d’art et diplomate français († 5 avril 1709).
- 15 octobre : Sebastiano Bombelli, peintre rococo italien († 7 mai 1719).

- 7 novembre : baptême de José Claudio Antolinez, peintre espagnol († 30 mai 1675).
- 11 novembre : Justus Danckerts, graveur et publiciste néerlandais († 16 juillet 1701).
- 22 novembre : Francis Willughby, ornithologue et ichtyologiste britannique († 3 juillet 1672).
- 27 novembre : Madame de Maintenon, maîtresse; puis épouse secrète de Louis XIV († 15 avril 1719).

- Date précise inconnue :
  - Abraham van Dijck, peintre néerlandais († 27 août 1680).
  - Pieter Donker, peintre néerlandais († 1668).
  - Antoine Leblond de Latour, peintre français († 9 décembre 1706).

- Vers 1635 :
  - Thomas Betterton, comédien britannique († 28 avril 1710).
  - Jan van Glabbeeck, peintre et marchand d'art néerlandais († 1686).

## Décès en 1635
- 4 janvier : Élisabeth de Lorraine, première épouse du duc Maximilien Ier de Bavière (° 9 octobre 1574).
- 14 janvier : Heinrich Schickhardt, architecte, urbaniste et ingénieur militaire allemand (° 5 février 1558).
- 31 janvier : Willem Cornelisz. Duyster, peintre néerlandais (° 30 août 1599).
- 4 février : Thomas Richardson, juge et homme politique anglais (° juin 1569).
- 5 février : Joos de Momper, peintre de paysages flamand (° 1564).
- 2 mars : Pierre Davity, militaire, écrivain, historien et géographe français (° 13 août 1573).
- 5 mars : Ursula de Palatinat-Veldenz-Lützelstein, fille du comte palatin Georges-Jean de Palatinat-Veldenz et plus tard duchesse Ursula de Wurtemberg (° 24 février 1572).
- 13 mars : Richard Weston, 1er comte de Portland, chancelier de l'Échiquier et plus tard lord trésorier d'Angleterre (° 1er mars 1577).
- 17 mars : Giovanni-Battista Crescenzi, architecte et peintre italien (° 15 janvier 1577).
- 24 mars : Heinrich Gutberleth, pédagogue allemand (° 1572).
- 28 mars : Jacques Callot, graveur lorrain, à Nancy (° 1592).
- 13 avril : Fakhreddine II, émir, prince des Druzes de la dynastie Maan (° 6 août 1572).
- 15 avril : Urszula Mayerin, gouvernante de la cour polonaise d'Anne d'Autriche (° vers 1570).
- 25 avril : Alessandro Tassoni, poète italien (° 28 septembre 1565).
- 27 avril :
  - Wolfgang Ratke, pédagogue et théoricien de l'éducation de langue allemande (° 18 octobre 1571).
  - Antonio Zapata y Cisneros, cardinal espagnol (° 8 octobre 1550).
- 2 mai : Horace Vere, 1er baron Vere de Tilbury, officier anglais (° vers 1565).
- 17 mai : Domenico Tintoretto, peintre italien (° 1560).
- 1er juin : Nicolas III Potier de Blancmesnil, magistrat français (° 1541).
- 8 juin : Jean-François de Sales, prélat savoyard (° 1578).
- 23 juin : Giovanni Bonifacio, écrivain, juriste et historien italien (° 6 septembre 1547).
- 5 juillet : Richard Sibbes, théologien anglais (° 1577).
- 12 juillet : Agostino Oreggi, cardinal italien (° 1577).
- 13 juillet : Giulio Parigi, peintre, graveur et architecte italien de l'école florentine (° 6 avril 1571).
- 19 juillet : Paweł Stefan Sapieha, magnat de Pologne-Lituanie, membre de la famille Sapieha, grand écuyer et vice-chancelier de Lituanie (° 1565).
- 7 août : Friedrich Spee, poète lyrique allemand (° 25 février 1591).
- 11 août : Melchior Goldast, jurisconsulte, philologue, historien, linguiste et bibliophile suisse (° 6 janvier 1578).
- 27 août : Lope de Vega, dramaturge et poète espagnol (° 25 novembre 1562).
- 10 septembre : Johann Faulhaber, mathématicien allemand (° 5 mai 1580).
- 15 septembre : Frédéric de Solms-Rödelheim, chambellan impérial, conseiller de guerre et colonel de la Guerre de Trente Ans (° 30 novembre 1574).
- 30 septembre : Kanō Sanraku, peintre japonais de l'École Kanō (° 1559).
- 23 octobre : Peter Uffenbach, médecin allemand (° 28 novembre 1566).
- 12 novembre : Richard Burke 4e comte de Clanricard,  homme politique irlandais (° 1572).
- 17 novembre : Alexander Gill l'Aîné, savant anglais, grammairien et réformateur de l'orthographe (° 7 février 1565).
- 19 novembre : Nguyễn Phúc Nguyên, dignitaire vietnamien, membre de la dynastie des Nguyễn (° 16 août 1563).
- 26 novembre : Charles II de Trazegnies, pair de Hainaut et sénéchal héréditaire de Liège (° 5 avril 1560).
- 30 novembre : Jeanne du Laurens, écrivaine française (° 1er mai 1563).
- 11 décembre : Étienne Ier d'Aligre, homme d'État français (° 1559).
- Entre le 19 et le 24 décembre : Battistello Caracciolo, peintre italien (° 1578).
- 23 décembre :
  - Giovanni Ambrogio Mazenta, religieux barnabite et architecte italien (° 1565).
  - Henri II de Reuss-Gera, seigneur de Gera, de Lobenstein et d'Oberkranichfeld (° 10 juin 1572).
- 25 décembre :
  - Samuel de Champlain, navigateur, cartographe, soldat, explorateur, géographe, commandant et  chroniqueur français (° entre 1567 et 1574).
  - Sōma Yoshitane, daimyo du sud de la province de Mutsu et chef à la 16e génération du clan Sōma (° 1548).
- Date précise inconnue :
  - Reza Abbassi,  peintre et calligraphe perse (° 1565).
  - Alonso de Benavides, missionnaire franciscain (° 1578).
  - Béka III Paul Jakéli, prince de Samtske  (° 12 août 1564).
  - Jean-Baptiste Chassignet, poète baroque de langue française, historien, avocat et commentateur de textes bibliques franc-comtois (° 1571).
  - Cornelis Dircksz. Boissens, maître écrivain des Anciens Pays-bas (° 1569).
  - Abraham Cohen de Herrera, kabbaliste et philosophe juif (° vers 1570).
  - Anna Kostka, femme de la noblesse polono-lituanienne (° 1575).
  - Francis Lavalin Nugent, prêtre irlandais de l'ordre des capucins (° 1569).
  - David Janszoon Padbrué, compositeur, chanteur et joueur de luth néerlandais (° 1553).
  - Li Rihua, peintre chinois (° 1565).
  - Jules Pacius, jurisconsulte italien (° 1550).
  - Gillis Quintijn, écrivain néerlandais (° vers 1590).
  - Anthony Shirley, voyageur orientaliste et mercenaire anglais (° 1565).
  - Richard Whitbourne, navigateur et administrateur colonial anglais (° 20 juin 1561).
- 1633 ou 1635 :
  - Jacques Boyceau, intendant des jardins du roi Henri IV, de  la reine Marie de Médicis, puis du roi Louis XIII  (° vers 1560).
- 1635 ou 1641 :
  - Léonard Gaultier, dessinateur, graveur et illustrateur français (° 1561).
- Vers 1635 :
- Henri Libert, orfèvre des Pays-Bas espagnols (° août 1574).